# 萊斯科縣

49°28′28″N 22°19′44″E / 49.47444°N 22.32889°E
萊斯科縣（波蘭語：Powiat leski），是波蘭的縣份，位於該國南部，由喀爾巴阡山省負責管轄，首府設於萊斯科，面積835平方公里，2006年人口26,613，人口密度每平方公里32人。